# Andrej Lunjov
Andrej Jevgenjevitj Lunjov (russisk: Андрей Евгеньевич Лунёв, tr. Andrej Jevgenjevitj Lunjov; født 13. november 1991 i Moskva, Sovjetunionen), er en russisk fodboldspiller (målmand), der spiller for FC Zenit i den russiske liga.

## Landshold
Lunjov debuterede for Ruslands landshold 10. oktober 2017 i en venskabskamp mod Iran. Han repræsenterede sit land ved VM 2018 på hjemmebane.